# Páramo Leonés
El Páramo Leonés es una comarca tradicional, geográfica y cultural de la provincia de León, España, aunque por el sur se interna algunos kilómetros en la vecina provincia de Zamora.
La comarca tiene unos límites geográficos bien definidos entre las vegas de los ríos Esla y Órbigo, desde las primeras estribaciones de la cordillera Cantábrica en el norte, hasta la confluencia de los ríos mencionados cerca de Benavente.
Su orografía es una de las más llanas de toda la península ibérica, generada por depósitos aluviales del terciario que prácticamente no han sufrido erosión en los últimos 25 millones de años.
En gran parte del territorio se realiza una agricultura intensiva de regadío gracias al agua procedente del embalse de Barrios de Luna y del trasvase Esla-Órbigo.
La comarca tiene en torno a unos 20 000 habitantes y su centro económico es la localidad de Santa María del Páramo.

## Geografía

### Ubicación
El Páramo Leonés se localiza en la mitad sur de la provincia de León. Se encuentra perfectamente delimitado por una serie de accidentes geográficos muy notables. Al norte, las primeras estribaciones de la cordillera Cantábrica, al sur las primeras pendientes de las terrazas fluviales de la confluencia Órbigo-Esla, coincidiendo, en este caso, con el límite provincial de Zamora. El límite oeste está definido por la Ribera del Órbigo, y el este por la vega del río Esla.
| Noroeste: Tierras de León  | Norte: Tierras de León   | Noreste: Tierras de León |
| Oeste: Ribera del Órbigo   |                          | Este: Vega del Esla      |
| Suroeste Ribera del Órbigo | Sur: Provincia de Zamora | Sureste: Vega del Esla   |

### Orografía

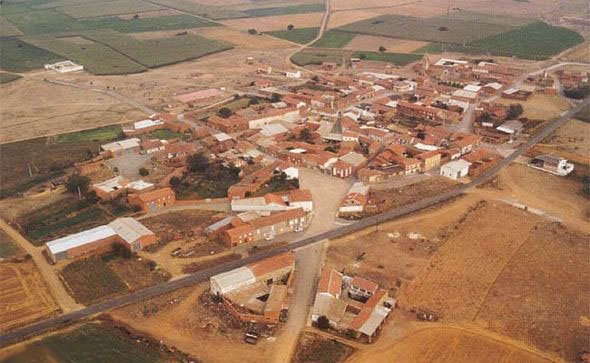
Zambroncinos del Páramo, ubicado en la planicie del Páramo Leonés

La comarca del Páramo Leonés es geomorfológicamente un páramo interfluvial, el mayor de los que podemos encontrar en León, y uno de los mayores de la península ibérica.
Se trata, pues, de una altiplanicie de unos 50 kilómetros de norte a sur, por aproximadamente 30 kilómetros de este a oeste. Su relieve es casi perfectamente horizontal, con una pendiente aproximada del 2 % de exposición suroeste (vertiente de aguas al Órbigo), salvo en la subcomarca de El Valle, que tiene exposición sureste y sus aguas se vierten al Esla. En cuanto a la altitud, el Páramo Leonés se encuentra entre los 780 metros sobre el nivel del mar en el sur (Páramo Bajo) y los 1000 en el norte (Páramo Alto).
El origen geológico de esta comarca tenemos que buscarlo en el periodo Terciario, entre 7 y 65 millones de años atrás.
En aquel momento ríos primitivos, que hoy ya no existen, arrastraron en sus avenidas toneladas de materiales que fueron rellenando la cuenca del Duero hasta una altura aproximada de 200 metros desde la cuenca originaria. Posteriormente, en el Cuaternario, se llegaron a depositar otros seis u ocho metros de materiales.
En la actualidad los ríos han ido arañando la tierra y profundizando sus cauces, dejando intactas grandes llanuras y pequeños cerros. A grandes rasgos puede decirse que el Páramo Leonés es una de esas llanuras que muestran el nivel que alcanzaron antaño los sedimentos.

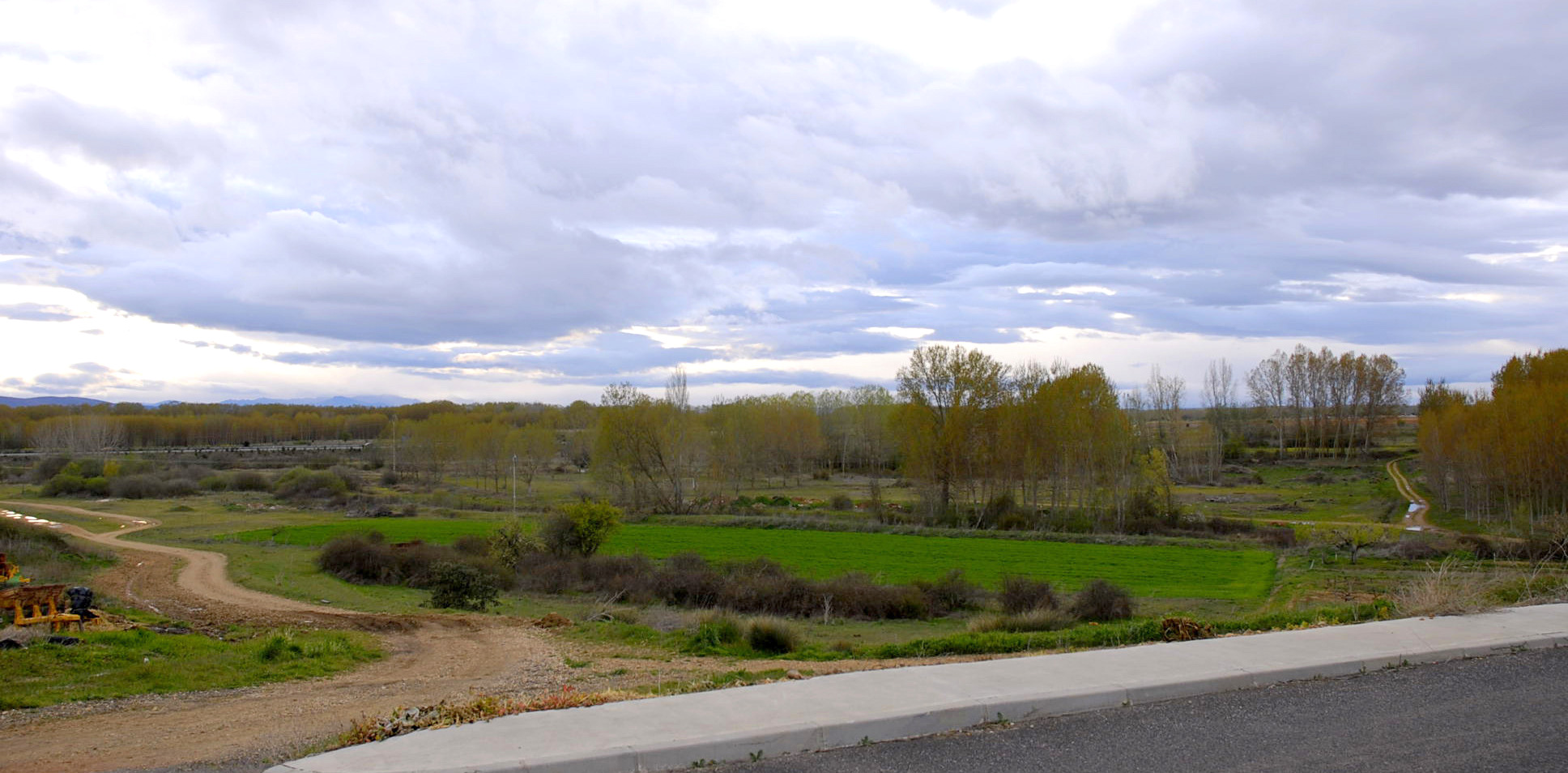
Paisaje de transición entre la planicie del Páramo y la ribera del Órbigo. Valcabado del Páramo.
Se pueden apreciar al fondo del todo los Montes de León

### Hidrografía

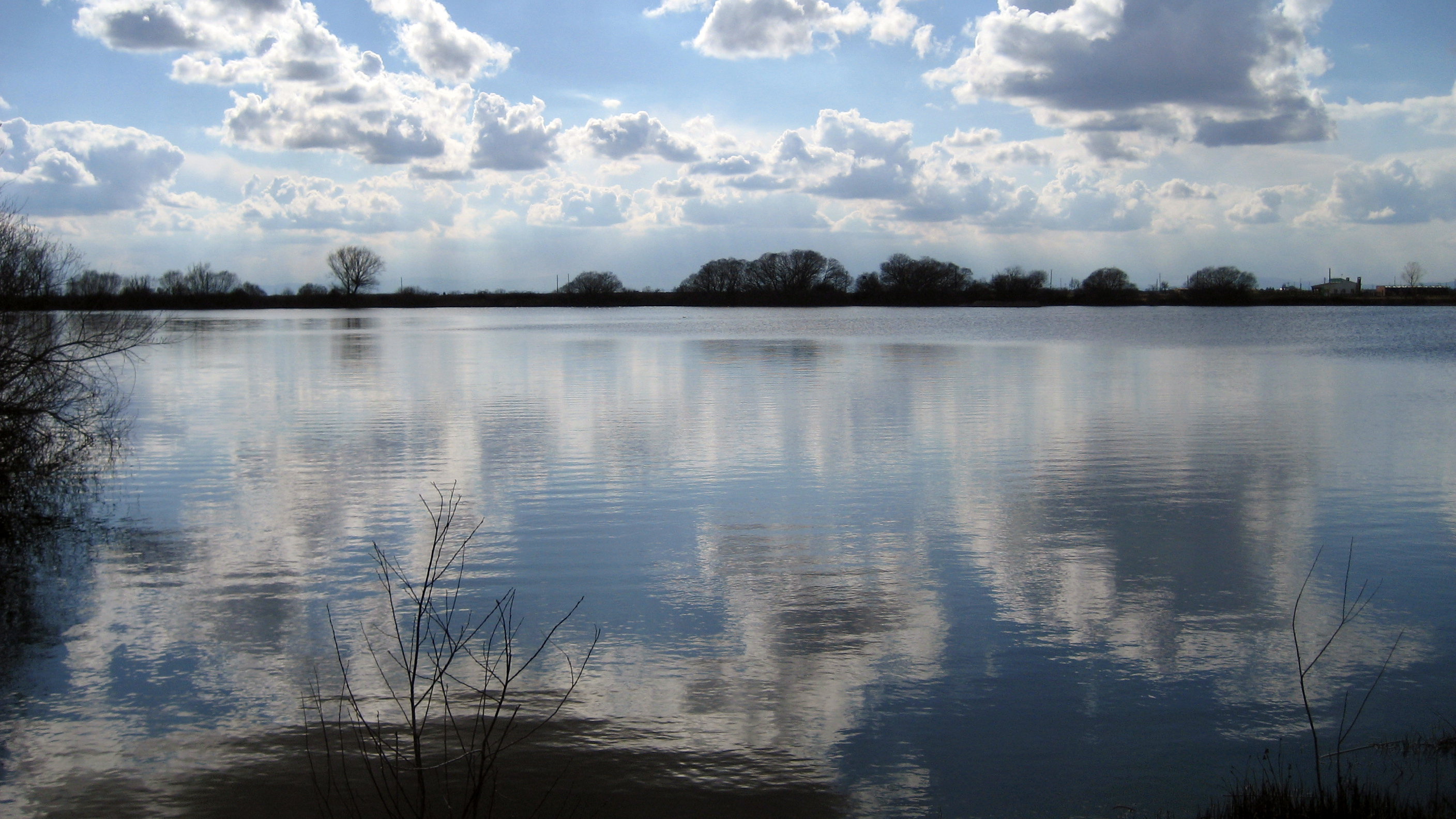
Laguna de Chozas de Arriba

Por lo que respecta a la red fluvial, en primer lugar se debe resaltar que ningún río importante pasa por El Páramo, lo cual ha condicionado desde siempre las características biológicas y culturales de la zona. Sin embargo, hay algunos arroyos naturales como el arroyo de La Huerga, el arroyo de La Oncina, el arroyo del Regueral, y el arroyo del Valle de Fontecha, entre los más importantes.

### Clima

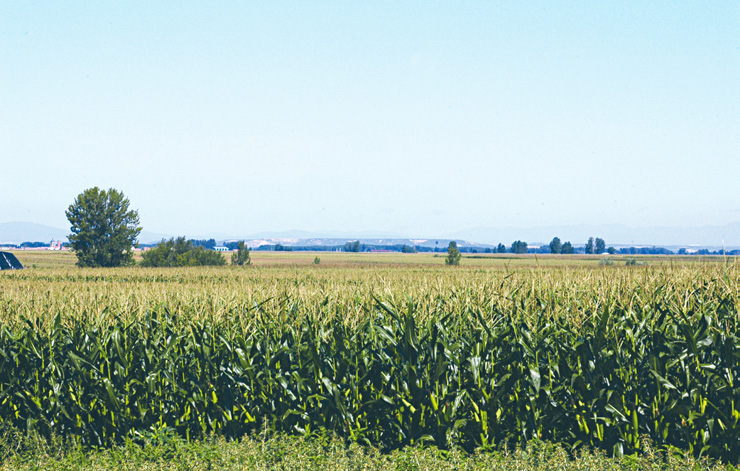
Cultivos de maíz en la comarca de El Páramo

El Páramo posee un clima mediterráneo continentalizado, si bien está algo suavizado en los veranos por la cercanía a la cordillera Cantábrica.
La temperatura media anual se sitúa en torno a los 11.2 °C y la media de las mínimas del mes más frío en torno a 0.2 °C bajo cero.
Las precipitaciones están repartidas, como es habitual en el clima mediterráneo continental, de forma muy irregular a lo largo del año, con mínimos en la época estival y máximos durante primavera y otoño.
Un factor a destacar es el notorio cambio climático que se ha producido en los regadíos parameses desde la implantación, en los últimos 15 años, del cultivo intensivo de maíz, una planta con una elevada tasa de transpiración, que ha provocado un aumento considerable de la humedad relativa durante el verano.

## División interna
La comarca del Páramo Leonés a su vez se divide en cinco subcomarcas, tres de ellas dividen a la llanura según su latitud; la cuarta incluye los pueblos asentados en las arribas del margen izquierdo del río Órbigo; y la quinta, denominada «El Valle», engloba a los valles fluviales de los arroyos de la Oncina, Antimio, Ardón, Valdevimbre y Fontecha, situados al noreste de la comarca, entre los municipios de Chozas de Abajo, Valdevimbre y Ardón.
| Subcomarca         | Municipios actuales |
| ------------------ | --- |
| Páramo Alto        | Parte de Bustillo del Páramo, parte de San Pedro Bercianos, Villadangos del Páramo, Chozas de Abajo |
| Páramo Medio       | Bercianos del Páramo, San Pedro Bercianos, Santa María del Páramo, Urdiales del Páramo, Laguna Dalga |
| Páramo Bajo        | Parte de Bercianos del Páramo, Pobladura de Pelayo García, parte de Villamañán, parte de Laguna Dalga, Zotes del Páramo, Roperuelos del Páramo, Valdefuentes del Páramo, Laguna de Negrillos, La Antigua, Pozuelo del Páramo |
| Arribas del Órbigo | Parte de Bustillo del Páramo, Villazala, Valdefuentes del Páramo, Regueras de Arriba y Cebrones del Río |
| El Valle           | Ardón, parte de Chozas de Abajo, Valdevimbre |

## Cultura

### Arquitectura

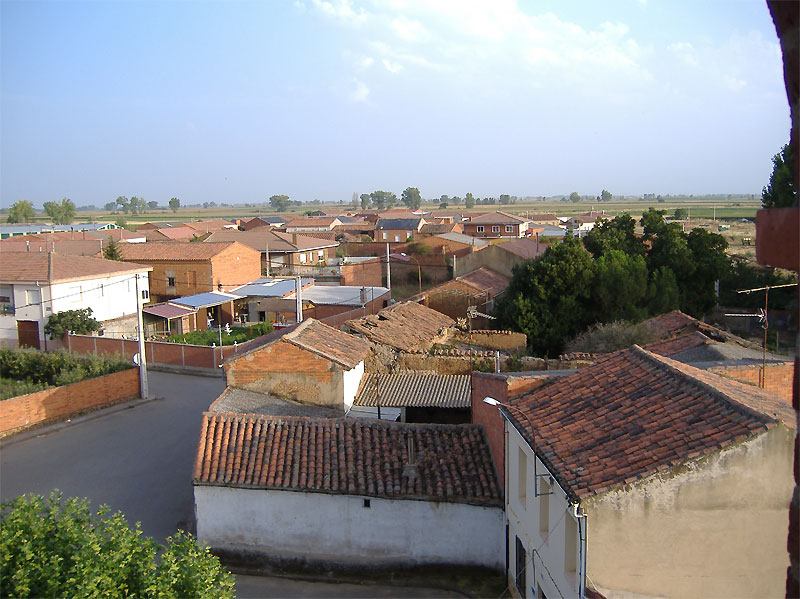
Vista de Grisuela del Páramo. Se pueden apreciar casas construidas con adobe y tapial

La arquitectura popular paramesa se compone de unos materiales básicos utilizados generalmente en las construcciones tradicionales.
Estos materiales, que eran los que se encontraban en la comarca, son el barro, en forma de adobe y tapial, la madera, la paja y los cantos rodados.
Adobe
El adobe, ladrillos de barro sin cocer, sería el mismo método que el tapial en reducido si no fuera porque en su fabricación se emplea otro tipo de tierra y se le añade paja, que sirve como elemento de cohesión y al ser una fibra, aumenta la resistencia a la tracción del adobe (algo parecido a lo que hace el acero en el hormigón armado). La fabricación del adobe comienza eligiendo la tierra, mezclándola con agua si está poco húmeda y pisándola, se mueve para que no queden grumos, después se mezcla con paja de centeno u otra y metiendo la masa en un molde de cuatro paredes hecho de madera, con la forma del adobe, se aprisiona y se retira el molde quedando el adobe húmedo al sol para secarse.
Madera
La madera se usaba en los marcos de puertas y ventanas, en las vigas que sustentaban los tejados y en el pavimento de los suelos de pisos superiores.
Paja
La paja se utilizaba como parte de los adobes y en las cubiertas o tejados hasta la llegada de las tejas. Esta paja, que solía ser de centeno, debía ser cambiada con cierta periodicidad para evitar que se pudriera, lo que ocasionaría goteras.
Cantos rodados
Los cantos rodados se empleaban para los pavimentos de las plantas bajas de las viviendas y para los patios.

## Municipios
| Municipios                 | Habitantes (2022) | Superficie (km²) | Densidad (hab/km²) |
| Ardón                      | 569               | 48,65            | 12,56              |
| Bercianos del Páramo       | 528               | 24,77            | 18,15              |
| Bustillo del Páramo        | 1094              | 71,77            | 18,81              |
| Chozas de Abajo            | 2.625             | 100,38           | 24,42              |
| La Antigua                 | 333               | 54,70            | 7,86               |
| Laguna Dalga               | 633               | 38,41            | 18,41              |
| Laguna de Negrillos        | 1.043             | 71,80            | 15,84              |
| Pobladura de Pelayo García | 372               | 20,17            | 19,88              |
| Pozuelo del Páramo         | 408               | 36,23            | 13,61              |
| Regueras de Arriba         | 264               | 11,35            | 29,16              |
| Roperuelos del Páramo      | 511               | 54,46            | 11,31              |
| San Adrián del Valle       | 100               | 15,84            | 6,76               |
| San Pedro Bercianos        | 231               | 23,51            | 11,14              |
| Santa María del Páramo     | 3.065             | 20,08            | 157,22             |
| Urdiales del Páramo        | 466               | 32,84            | 15,83              |
| Valdefuentes del Páramo    | 315               | 24,17            | 14,19              |
| Valdevimbre                | 928               | 68,01            | 14,89              |
| Villadangos del Páramo     | 1.221             | 44,93            | 24,48              |
| Villazala                  | 619               | 45,42            | 16,53              |
| Zotes del Páramo           | 412               | 53,94            | 8,66               |
| Total                      | 15.737            | 861,43           | 19,60              |
| -------------------------- | ----------------- | ---------------- | ------------------ |